# 罗拉 (密苏里州)
罗拉（Rolla）是美国密苏里州菲尔普斯县的一个市，处于密苏里州两个较大城市圣路易斯和斯普林菲尔德中间位置。2000年人口普查结果，该市人口为16367。
罗拉为联邦和州的一个重要的科学与技术的教育和研究中心。密苏里科技大学（最早在1870年名为密苏里矿业和金属学院，从1964年至2007年一直名叫密苏里大学，罗拉分校）。另外，美国地质调查局在该市运营一个较大的区域机构，包含几个研究中心，国家第三地理空间技术运营中心，密苏里州水科学中心，中陆地理科学中心，国家空间数据基础伙伴关系办公室联络站，以及罗拉科学信息及图书馆服务办公室等。密苏里州唯一一个美国国家森林——马克吐温国家森林的总部也设在罗拉。
尽管该地区的私营企业更有限，一个重要的猫狗粮生产商——皇家狗粮（Royal Canin）在罗拉运营。另外，罗拉还是奥索卡高原美国葡萄种植园区的一部分，最早由来到该地的意大利移民建立的。

## 历史
菲尔普斯县第一批欧裔美国人于1800年代早期到达，主要沿着当地的河流比如梅拉梅克河，卡斯康納德河和小平妮河等从事农业和制铁行业。1844年，约翰·韦伯尔在罗拉市盖了第一座房子。9年以后，被认为是罗拉的建造者铁路合同商埃德蒙·沃德·比肖普开始在这个地区安顿下来。1858年，密苏里州正式成立罗拉镇。
有两段管事与罗拉的名字来源有关，其一是一个民间传奇，与临近的密苏里州狄伦竞争县政府所在地，在1861年罗拉成功获得县政府所在地后，狄伦的居民因为输掉第一轮而获得了给新城市取名的权利，他们根据一条毫无价值的猎狗而将新城命名为罗拉，这个故事被广泛认可，并得到菲尔普斯县历史协会承认。
更广泛被接受的故事来源于一次关于命名小镇的公民会议。据说韦伯尔倾向于叫它哈德斯克拉布尔，用来描述这个地区的贫瘠的土地；而比肖普为菲尔普斯中心一名积极争取。来自北卡罗来纳州的新移民则投票给基于他们的家乡罗利但取自密苏里发音的名字罗拉。
在国内战争期间，很多罗拉的居民和大量来自南方的移民倾向于美国南部联邦，1861年6月，北方军占领了罗拉。在占领期间，他们修建了两个城堡，即怀曼堡和戴特堡。
在其大部分历史上，罗拉扮演的是运输和贸易中心的角色。罗拉曾是圣路易斯-旧金山铁路的终点，也就是俗话说的旧金山铁路。现在，该铁路直接横穿罗拉市。
罗拉为沿美国66号公路的定班汽车的停车站，因为它恰好处在圣路易斯和斯普林菲尔德的中间。现在州际44号公路，美国63号公路和密苏里72号公路都通过罗拉。

## 地理
罗拉位于37°56′56″N 91°45′47″W / 37.948831°N 91.763048°W，根据美国人口调查局，该市面积为11.3平方英里（约29.3平方千米），其中99.91%为陆地，剩下的0.09%为水面。

## 气候
罗拉的气候为亚热带湿润气候和湿润的大陆性气候的混合。
| Rolla             | Rolla     | Rolla     | Rolla     | Rolla      | Rolla      | Rolla      | Rolla      | Rolla      | Rolla     | Rolla     | Rolla      | Rolla     | Rolla         |
| 月份              | 1月       | 2月       | 3月       | 4月        | 5月        | 6月        | 7月        | 8月        | 9月       | 10月      | 11月       | 12月      | 全年          |
| ----------------- | --------- | --------- | --------- | ---------- | ---------- | ---------- | ---------- | ---------- | --------- | --------- | ---------- | --------- | ------------- |
| 平均高温 °F（°C） | 39 (4)    | 46 (8)    | 55 (13)   | 67 (19)    | 75 (24)    | 84 (29)    | 89 (32)    | 88 (31)    | 79 (26)   | 69 (21)   | 55 (13)    | 43 (6)    | 66 (19)       |
| 平均低温 °F（°C） | 20 (−7)   | 25 (−4)   | 34 (1)    | 45 (7)     | 55 (13)    | 63 (17)    | 68 (20)    | 66 (19)    | 58 (14)   | 46 (8)    | 35 (2)     | 25 (−4)   | 45 (7)        |
| 平均降水量 （mm） | 2.21 (56) | 2.29 (58) | 3.77 (96) | 4.18 (106) | 4.81 (122) | 3.97 (101) | 4.40 (112) | 4.01 (102) | 3.78 (96) | 3.50 (89) | 4.35 (110) | 3.22 (82) | 44.49 (1,130) |
| 来源：            |           |           |           |            |            |            |            |            |           |           |            |           |               |

## 人口特征
根据2000年的人口普查，该市共有16367人，6514户居民，3543个家庭。人口密度为1,448.7/平方英里 (559.2/km²)。共有7221个居民单位，密度为1,448.7/平方英里 (559.2/km²)。城市的种族组成为89.2%的白人，2.92%的非裔美国人，0.46%的美国印第安人，4.6%的亚洲人，0.12%的太平洋岛民，0.73%的其他人种和1.69%的混血儿。西班牙裔或拉丁美洲人占人口的1.72%。